# In a Place of Silver Eaves
In a Place of Silver Eaves är den första och enda EP-skivan av det svenska indiebandet Aerospace, utgiven 2003. Den fick ett blandat mottagande.

## Låtlista
1. "December Slow" - 2:56
2. "The Great Divide" - 3:01
3. "Debutante Love Affair" - 3:09
4. "My Love Don't Care About Time" - 2:19
5. "(You're) Much Too Young" - 4:41
6. "Tenderness is the Plight of the Weakerthan" - 3:15